# Diascorhynchus lappvikensis
Diascorhynchus lappvikensis är en plattmaskart som beskrevs av Tor Karling 1963. Diascorhynchus lappvikensis ingår i släktet Diascorhynchus, och familjen Diascorhynchidae. Arten är reproducerande i Sverige.